# Chrysometa sabana
Chrysometa sabana là một loài nhện trong họ Tetragnathidae.
Loài này thuộc chi Chrysometa. Chrysometa sabana được Herbert W. Levi miêu tả năm 1986.